# Katherine Webb

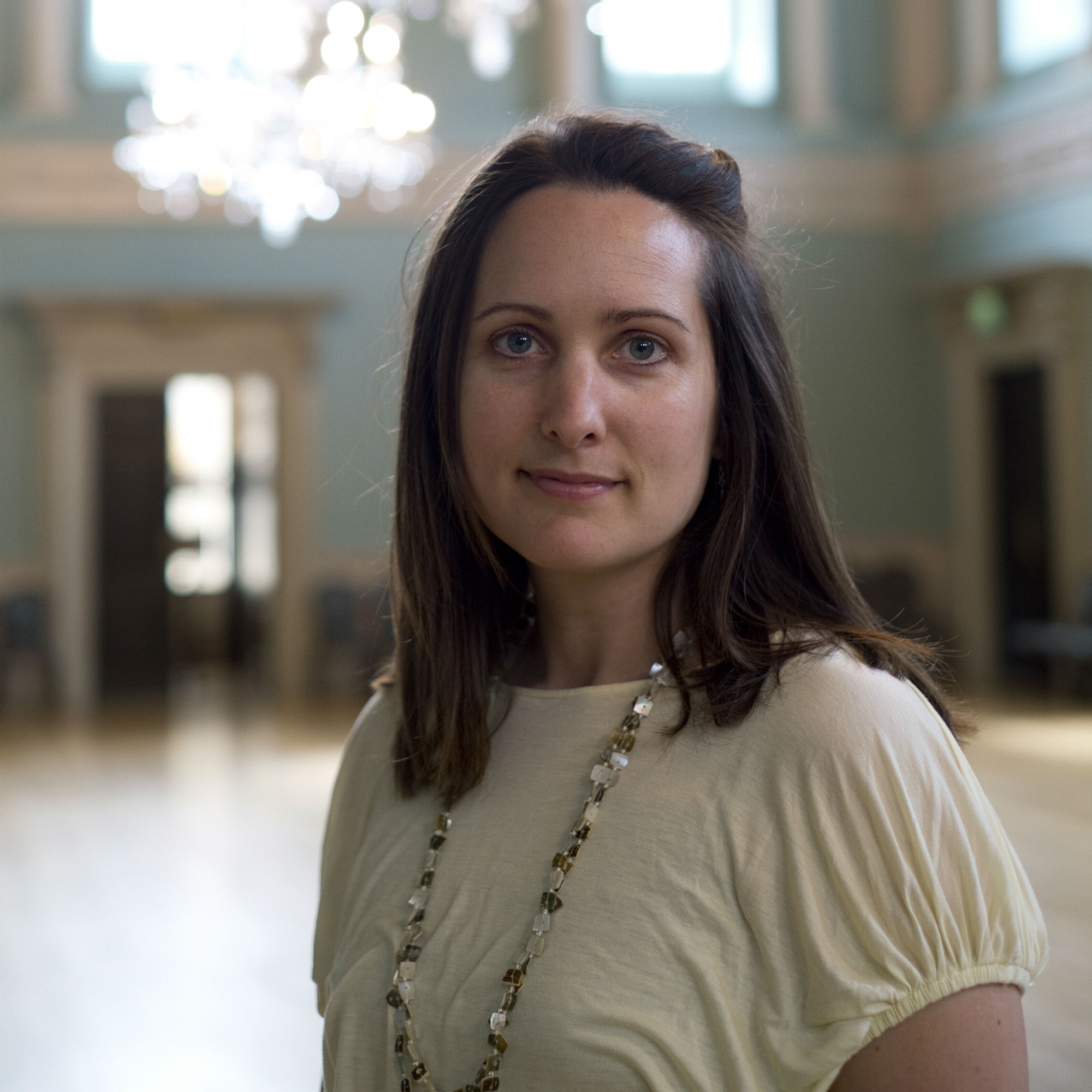
Katherine Webb (2014)

Katherine Webb (* 1977) ist eine britische Schriftstellerin.

## Leben
Katherine Webb wuchs in der Grafschaft Hampshire im Süden Englands auf und studierte Geschichte an der University of Durham. Anschließend arbeitete sie unter anderem als Kellnerin und Verkäuferin sowie in Bibliotheken, zeitweise lebte sie in London und Venedig. Katherine Webb war auch als Hausmädchen in Herrenhäusern tätig, wo sie nach eigener Aussage „das Gefühl von Frustration“ erfuhr. Parallel zu ihren Aushilfsjobs begann sie mit dem Schreiben.

## Schaffen
2011 kam schließlich ihr erster Roman The Legacy (deutsch Das geheime Vermächtnis) auf den Markt. Dieser handelt von den Schwestern Erica und Beth, die nach dem Tod ihrer Großmutter auf das herrschaftliche Anwesen ihrer Kindheit zurückkehren. Das Werk wurde zu einem Bestseller, mit dem folgenden Roman The Unseen (deutsch Das Haus der vergessenen Träume) erreichte Katherine Webb den ersten Platz auf der Bestsellerliste des Spiegel. Dieser spielt im frühen 20. Jahrhundert und thematisiert die Konfrontation verschiedener sozialer Schichten. 2013 erschien unter dem Titel A Half Forgotten Song (deutsch Das verborgene Lied) ihr dritter Roman, in dem erneut die vermeintliche ländliche Idylle thematisiert wird. In The Misbegotten (Das fremde Mädchen) aus dem Jahr 2014 erzählt sie von der gefährlichen Suche nach einem mysteriösen Familiengeheimnis in einem britischen Landhaus. Im Gegensatz dazu entführt Webb in The Night Falling (Italienische Nächte, 2017) den Leser mit einer tragischen Liebesgeschichte ins süditalienische Apulien. Aus dem Jahr 2018 stammen The English Girl (Das Versprechen der Wüste) und The Hiding Places (Die Frauen am Fluss). Katherine Webb schafft in den Werken einen Blick hinter die Fassade des bröckelnden British Empire und stellt ein ganzes Dorf unter Mordverdacht.
Webbs Romane werden weltweit in 24 Sprachen veröffentlicht. Allein im deutschsprachigen Raum haben sich ihre Titel bisher mehr als 1,3 Millionen Mal verkauft.

## Werke

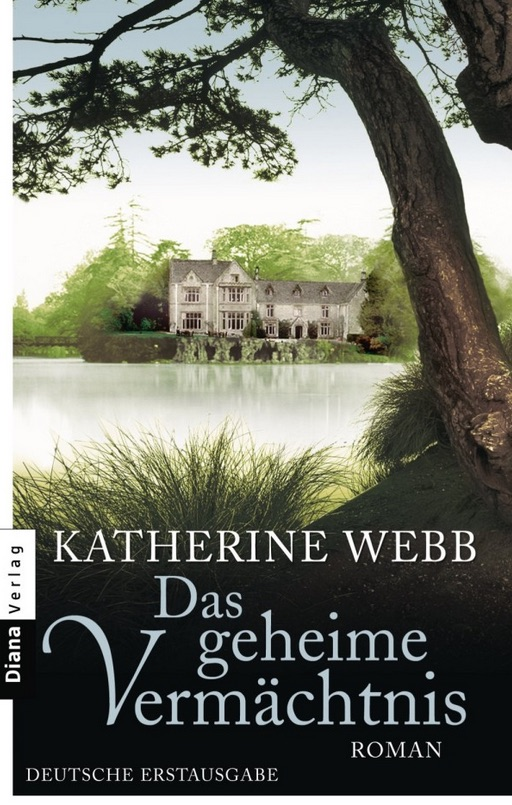
Das geheime Vermächtnis (Deutsche Erstausgabe, 2011)

- Das geheime Vermächtnis. Diana, München 2011 (Originaltitel: The Legacy, übersetzt von Katharina Volk), ISBN 978-3-453-35546-0.
- Das Haus der vergessenen Träume. Diana, München 2012 (Originaltitel: The Unseen, übersetzt von Katharina Volk), ISBN 978-3-453-35715-0.
- Das verborgene Lied. Diana, München 2013 (Originaltitel: A Half Forgotten Song, übersetzt von Katharina Volk), ISBN 978-3-453-35680-1.
- Das fremde Mädchen. Diana, München 2014 (Originaltitel: The Misbegotten, übersetzt von Katharina Volk), ISBN 978-3-453-29165-2.
- Italienische Nächte. Diana, München 2017 (Originaltitel: The Night Falling, übersetzt von Katharina Volk), ISBN 978-3-453-35822-5.
- Das Versprechen der Wüste. Diana, München 2018 (Originaltitel: The English Girl, übersetzt von Katharina Volk), ISBN 978-3-453-35823-2.
- Die Frauen am Fluss. Diana, München 2018 (Originaltitel: The Hiding Places, übersetzt von Babette Schröder), ISBN 978-3-453-29207-9.
- Die Schuld jenes Sommers. Diana, München 2019 (Originaltitel: The Disappearance, übersetzt von Babette Schröder), ISBN 978-3-453-29208-6.
- Besuch aus ferner Zeit. Diana, München 2021 (Originaltitel: The Visitors, übersetzt von Babette Schröder), ISBN 978-3-453-29249-9.
- Der Tote von Wiltshire −  Lockyer & Broad ermitteln. Diana, München 2022 (Originaltitel: Stay Buried, übersetzt von Babette Schröder), ISBN 978-3-453-36151-5
- Die Morde von Salisbury −  Lockyer & Broad ermitteln. Heyne, München 2024 (Originaltitel: Laying out the bones, übersetzt von Frank Dabrock), ISBN 978-3-453-42938-3